# Thiên hoàng Nintoku
Thiên hoàng Nhân Đức (仁徳天皇, (Nhân Đức Thiên hoàng) Nintoku-tennō) là vị Thiên hoàng thứ 16 của Nhật Bản theo Danh sách Thiên hoàng truyền thống, và là vị vua thứ hai của Triều đại Ōjin của Nhà nước Yamato. Không chắc chắn về ngày tháng cuộc đời và Triều đại của Thiên hoàng này. Nintoku được coi là đã trị vì đất nước vào cuối thế kỷ 4, đầu thế kỷ 5, nhưng có rất ít thông tin về ông. Các học giả chỉ có thể than thở rằng, vào thời điểm này, chưa có đủ cứ liệu lịch sử để thẩm tra và nghiên cứu thêm.
Ông được ca ngợi là một Thiên hoàng hết mực thương yêu và chăm chút dân chúng. Theo Nhật Bản Thư Kỷ (Nihon Shoki), ông là con trai thứ tư của Thiên hoàng Ōjin và là cha của các Thiên hoàng Richū, Hanzei, và Ingyō.

## Lên ngôi
Khi Osasagi còn trẻ, vua cha Ōjin đã mời các nhân sĩ Trung Quốc đến dạy dỗ ông, và thu được những kết quả rất tốt.
Theo cuốn Japan của tác giả David Murray, Thiên hoàng Ōjin muốn phân chia quyền lực giữa ba hoàng nam của ông, song lại muốn phong người con út làm Thái tử kế vị. Ōjin đã triệu tập cả ba hoàng tử đến và hỏi hoàng tử cả: "Nên chọn ai, con trưởng hay là con út ?" Vị hoàng tử cả này liền trả lời rằng người nối ngôi phải là con trưởng. Nhưng Thiên hoàng lại quay sang hỏi người con thứ của mình là Hoàng tử Osasagi, thì Osasagi cho rằng nên chọn con út lên kế vị, do con lớn đang trưởng thành lên nên không biết lo lắng. Thiên hoàng đẹp lòng với câu trả lời này, vì nó đúng ý với Thiên hoàng: Ōjin đã phong con út là Waka-iratsu làm Thái tử và sai Osasagi hỗ trợ em mình. Thiên hoàng cũng giao lại núi, sông, rừng và ruộng đất cho người con trưởng của mình.
Sau khi Ōjin mất vào năm 310, người con út đã khuyên anh mình lên nối ngôi Thiên hoàng; nhưng ông từ chối và nói: "Làm sao anh có thể bất tuân theo những lời răn dạy của phụ hoàng?" Người con trưởng của Ōjin thấy vậy bèn "đục nước thả câu", lập mưu tiếm ngôi. Tuy nhiên, vụ phản nghịch đã bị phát giác và người con trưởng bị giết. Trong suốt 3 năm tới, Waka-iratsu vẫn khăng khăng đòi Osasagi lên nắm Đế quyền và cuối cùng vị hoàng tử út đã tự sát, để lại ngôi báu cho Osasagi - đó chính là Thiên hoàng Nintoku.

## Cai trị

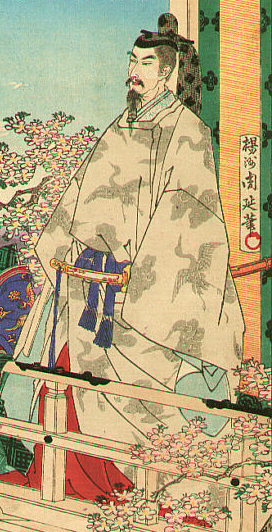
Thiên hoàng Nintoku -- chi tiết trong mộc bản được in ra bởi Toyohara Chikanobu (1886).

Nhật Bản Thư Kỷ cũng nói rõ rằng Thiên hoàng Nintoku trị vì từ năm 313 đến năm 399 (Murray cho biết ông thọ 110 tuổi), nhưng các nghiên cứu gần đây cho rằng các ngày tháng này có lẽ không chính xác.
Theo sử sách, ông là vị vua hiền đức, rất có lòng thương dân. Ông được xem là vị Thiên hoàng huyền thoại duy nhất gần gũi với lý tưởng Nho giáo, và trở thành ông vua được mến mộ nhất trong ký ức của người Nhật. Trái ngược với Nintoku là một "anh quân", Thiên hoàng Buretsu là một "hôn quân" và trở thành vị Thiên hoàng cuối cùng thuộc dòng dõi của ông. Tương truyền, khi đứng trên ngọn đồi cao để quan sát dân tình, Nintoku cảm thấy không có khói bốc lên từ các nhà tranh, và nghĩ là trăm họ bị điêu đứng và đói khổ vì sưu cao thuê nặng, do đó ông đã ban Thánh chỉ xá thuế 3 năm liền. Trong thời gian đó ông cũng không thu thập cả những khoản tiền để tu sửa cung điện và cung cấp áo mũ cho Triều đình. Bản thân nhà vua cũng chỉ ăn mặc giản dị. Nhờ đó, nhân dân đã có đủ lương thực để ăn. Với công đức khôi phục vận mệnh của nước Nhật sau ba năm trị vì sáng suốt, ông có thể được ví von với Thiên hoàng Minh Trị - người đã hồi phục đất nước sau thời kỳ Mạc mạt. Đức độ và lòng yêu mến nhân dân của Nintoku đã gây cho Hoàng hậu Iwano Hime nổi trận lôi đình: bà tức giận khi thấy ông xá thuế cho trăm họ khiến cung điện của ông bị mục nát. Nhưng rồi, khi hưng thịnh lại, thần dân đã tự nguyện nộp thuế và sửa sang cung vua. Khi lên lại ngọn đồi cũ ngày nào, Thiên hoàng đẹp dạ khi thấy những cánh đồng màu mỡ khói bốc nghi ngút từ các nhà tranh.
Nhật Bản Thư Kỷ đã chép lại những thành quả dưới triều ông.
- Xây dựng đê Horie ở Namba để chống lũ cho đồng bằng Kawachi, và phát triển nó một lần nữa. Đây được coi là công trình quy mô lớn đầu tiên ở Nhật Bản.
- Lập ra một vùng đất dưới sự kiểm soát trực tiếp của triều đình (まむたのみやけ)
- Xây dựng đê Yokono (dải đất nằm ngang, Ikuno-ku, Osaka-shi).[12]

Cũng theo Nhật Bản Thư Kỷ, ông là một chiến binh bách thắng. Ông còn xuống lệnh cho các chuyên gia người Triều Tiên tham gia tưới tiêu và sửa sang đê điều. Ngoài ra, người ta nói rằng dưới triều Nintoku, các nhà chép sử được phái đến các tỉnh và nhận lệnh ghi nhận những sự kiện quan trọng rồi báo về Triều đình. Đây là một điểm ngoặt trong lịch sử Nhật Bản vì kể từ đó, các nhà sử học thời ấy đã có những ghi chép văn tự để chúng ta dựa theo.

### Lăng Nintoku

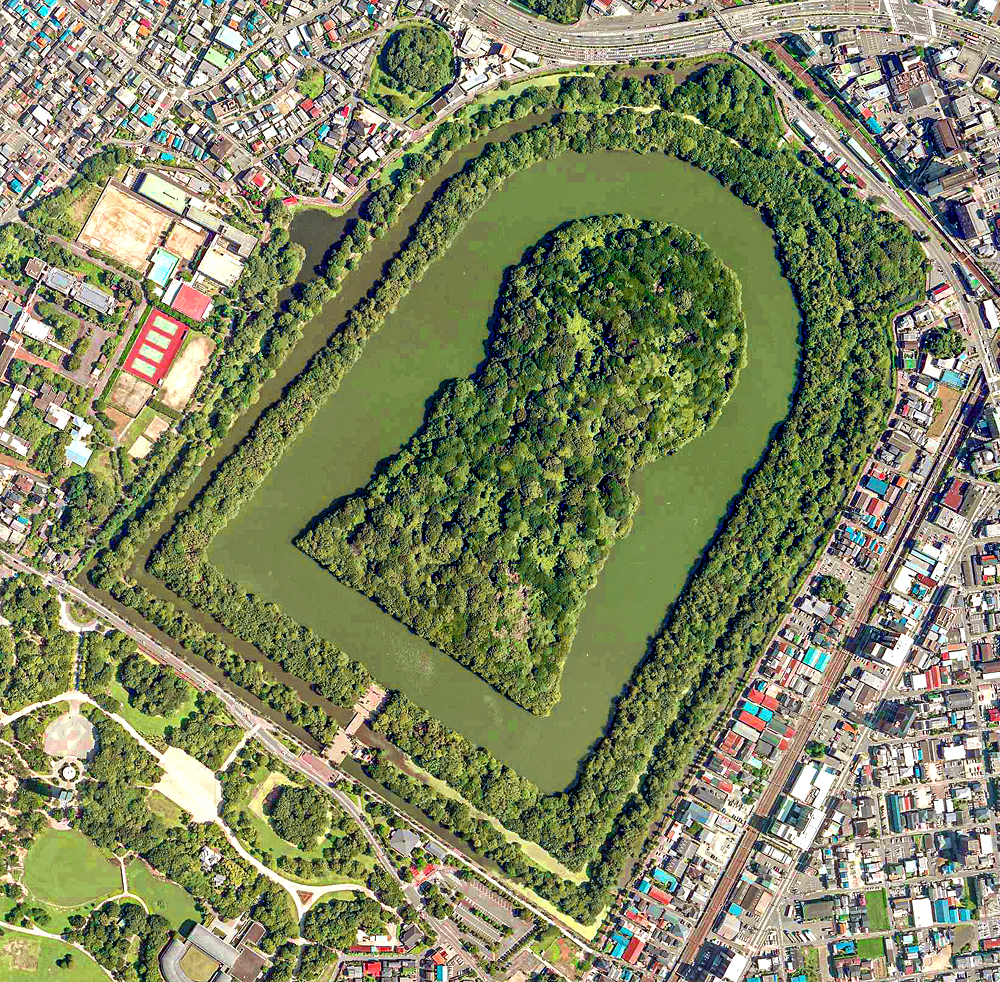
Daisen-Kofun, lăng mộ của Thiên hoàng Nintoku, Osaka

Daisen-Kofun (ngôi mộ lớn nhất ở Nhật Bản) tại Sakai, Osaka được coi là lăng mộ của ông. Mộ Hoàng hậu của vua Nintoku, Iwa-no hime no Mikoto, nằm ở gần Saki-cho, thành phố Nara. Cả hai đều theo kiểu kofun tiêu biểu cho loại mộ đảo hình lỗ khóa nằm trong một con mương rộng đầy nước. Đây là một quần thể dài 480m bao gồm hào nước, vườn cây nằm ở giữa cố đô Kyoto. Lăng mộ Thiên hoàng Nintoku được xây trên một mô đất cao 35m ở ngay khu trung tâm và được 3 hào nước bao bọc, trong đó có một hào nước lớn và hai hào nước nhỏ. Ở mặt đáy khu mộ, đường ra vào một vệt trắng nhìn giống như chìa khóa, được xây thành hai bức tường có cửa lớn. Nó chỉ được mở vào đầu năm mới cho các thành viên trong Hoàng gia đến làm lễ tưởng niệm Thiên hoàng Nintoku. Tuy công việc khảo cổ không được thực hiện ở những lăng tẩm như vậy, chắc hẳn rất nhiều vật quý được chôn theo Thiên hoàng.
Năm 1872, một phần lăng bị hư hại, lộ ra một căn phòng đá chứa quan tài. Có lẽ đây không phải là nơi an nghỉ chính thức của Thiên hoàng, nhưng nó chứa đựng một bộ giáp sắt và bình thủy tinh Ba Tư.